# Denis Andrejewitsch Ossipow
Denis Andrejewitsch Ossipow (russisch Денис Андреевич Осипов; * 9. Mai 1987 in Moskau, Russische SFSR) ist ein russischer Eishockeyspieler, der zuletzt bei Kunlun Red Star in der Kontinentalen Hockey-Liga unter Vertrag stand.

## Karriere
Denis Ossipow begann seine Karriere als Eishockeyspieler in seiner Heimatstadt in der Nachwuchsabteilung von Krylja Sowetow Moskau, für dessen Profimannschaft er in der Saison 2004/05 sein Debüt in der Wysschaja Liga, der zweiten russischen Spielklasse, gab, nachdem er zuvor bereits seit 2003 für die zweite Mannschaft des Vereins in der drittklassigen Perwaja Liga aktiv war. In der Saison 2005/06 stieg der Verteidiger mit seiner Mannschaft in die Superliga auf, musste jedoch mit dem Team den sofortigen Wiederabstieg hinnehmen. Nach einer weiteren Spielzeit in der Wysschaja Liga bei Krylja Sowetow, schloss er sich zur Saison 2008/09 dem HK MWD Balaschicha aus der neu gegründeten Kontinentalen Hockey-Liga an. Für diesen absolvierte er in der gesamten Spielzeit allerdings nur ein einziges Spiel.
Die Saison 2009/10 verbrachte Ossipow erneut in der Wysschaja Liga, in der er überwiegend für den HK Rys Podolsk spielte, ehe er die Spielzeit bei seinem Ex-Klub PHK Krylja Sowetow Moskau beendete. In der Saison 2010/11 lief er für den HK Sarow in der neuen zweiten russischen Spielklasse, der Wysschaja Hockey-Liga, auf. Zur folgenden Spielzeit wurde er vom KHL-Teilnehmer Awtomobilist Jekaterinburg verpflichtet, für den er 52 KHL-Partien absolvierte. Anschließend wechselte er zum HK Jugra Chanty-Mansijsk. Während des Expansion Draft am 17. Juni 2013 wurde Ossipow von Admiral Wladiwostok ausgewählt und spielte dort bis November 2015, als er über den KHL-Waiver zum  HK Metallurg Magnitogorsk wechselte.
Ab Mai 2016 stand er bei Lokomotive Jaroslawl unter Vertrag und absolvierte bis November 2017 46 KHL-Partien für den Klub, in denen er 8 Scorerpunkte sammelte. Zwischen Dezember 2017 und Frühjahr 2019 spielte er für den HK Dinamo Minsk. Anschließend war er vereinslos, ehe er im September 2019 von Kunlun Red Star verpflichtet wurde. Dort stand er bis Dezember 2020 unter Vertrag.
2021 wechselte er zum rumänischen Verein ASC Corona Brasov, lief dort aber lediglich für ein einziges Spiel auf. Noch in derselben Saison wechselte er zurück zu Kunlun Red Star in die KHL und spielte bis 2022 dort.

### International
Für Russland nahm Ossipow an der U18-Junioren-Weltmeisterschaft 2005 teil. In sechs Spielen blieb er dabei punktlos und erhielt vier Strafminuten.
Im Februar 2022 lief er unter dem Namen Aoxibofu Dannisi für die chinesische Nationalmannschaft bei den Olympischen Winterspielen in Peking auf.

## Erfolge und Auszeichnungen
- 2006 Aufstieg in die Superliga mit Krylja Sowetow Moskau
- 2016 Gagarin-Pokal-Sieger und Russischer Meister mit dem HK Metallurg Magnitogorsk

## KHL-Statistik
(Stand: Ende der Saison 2018/19)